# 俊民苑
俊民苑（英語：Chun Man Court）是香港房屋委員會的居者有其屋屋苑，由甘洺建築師事務所設計，德臣建築承建，位於香港九龍九龍城區紅磡山。

## 屋苑概要
屋苑共有12座樓宇，在1980年落成，屬於居者有其屋計劃第1期，是香港最早期的居屋屋苑之一。屋苑所有單位均毋需補地價，而且一律均可在公開市場自由轉讓，與私人屋苑無異。它前身是何文田平房區保民村，更前身為寮屋區及戰前興建之「羅馬墳場」。
俊民苑位於九龍城區十二號山，最快可10分鐘步行往返何文田港鐵站A3出口，屋苑樓下有巴士站及小巴站。屋苑設有大型停車場，供居民月租泊車之用。附近商場有愛民廣場及何文田廣場，食肆林立，並有超級市場及街市，購物方便。
附近康樂設施包括迦密村街花園、何文田公園、體育館、泳池、健身室、各類球場等。鄰近位置亦有警署及救護站。
屋苑各單位設有花糟，居民可栽種植物。單位設計沒有露台、窗台，類型分兩房及三房，並設有梗廚及有窗口廁所。窗外景觀主要有開掦山景、開掦迦密村街花園景、開掦愛民停車場頂公園平台景、開揚冬菇亭林木景、或普通樓景(面向俊民苑樓宇、御龍居、欣圖軒、愛民邨樓宇或何文田政府合署)。

## 屋苑資料

### 樓宇
| 樓宇名稱（座號） | 門牌號碼   | 樓宇類型 | 落成年份 | 層數 | 每層伙數 | 每座單位總數（伙） | 建築師           | 承建商   | 提供升降機的廠商（更換前） | 提供升降機的廠商（更換後） |
| ---------------- | ---------- | -------- | -------- | ---- | -------- | ------------------ | ---------------- | -------- | -------------------------- | -------------------------- |
| 文福閣（A座）    | 忠孝街66號 | 非標準型 | 1980年   | 15   | 10       | 150                | 甘洺建築師事務所 | 德臣建築 | 富士達DC-GD(DC)            | 日立                       |
| 文斌閣（B座）    | 忠孝街66號 | 非標準型 | 1980年   | 15   | 10       | 150                | 甘洺建築師事務所 | 德臣建築 | 富士達DC-GD(DC)            | 日立                       |
| 文蘭閣（C座）    | 忠孝街66號 | 非標準型 | 1980年   | 15   | 10       | 150                | 甘洺建築師事務所 | 德臣建築 | 富士達DC-GD(DC)            | 日立                       |
| 文賀閣（D座）    | 忠孝街66號 | 非標準型 | 1980年   | 15   | 10       | 150                | 甘洺建築師事務所 | 德臣建築 | 富士達DC-GD(DC)            | 日立                       |
| 文宗閣（E座）    | 忠孝街66號 | 非標準型 | 1980年   | 15   | 10       | 150                | 甘洺建築師事務所 | 德臣建築 | 富士達DC-GD(DC)            | 日立                       |
| 文凱閣（F座）    | 忠孝街66號 | 非標準型 | 1980年   | 15   | 10       | 150                | 甘洺建築師事務所 | 德臣建築 | 富士達DC-GD(DC)            | 日立                       |
| 文雄閣（G座）    | 忠孝街66號 | 非標準型 | 1980年   | 15   | 10       | 150                | 甘洺建築師事務所 | 德臣建築 | 富士達DC-GD(DC)            | 日立                       |
| 文禧閣（H座）    | 忠孝街66號 | 非標準型 | 1980年   | 15   | 10       | 150                | 甘洺建築師事務所 | 德臣建築 | 富士達DC-GD(DC)            | 日立                       |
| 文明閣（J座）    | 忠孝街66號 | 非標準型 | 1980年   | 15   | 10       | 150                | 甘洺建築師事務所 | 德臣建築 | 富士達DC-GD(DC)            | 日立                       |
| 文愛閣（K座）    | 忠孝街66號 | 非標準型 | 1980年   | 15   | 10       | 150                | 甘洺建築師事務所 | 德臣建築 | 富士達DC-GD(DC)            | 日立                       |
| 文瑞閣（L座）    | 忠孝街66號 | 非標準型 | 1980年   | 15   | 10       | 150                | 甘洺建築師事務所 | 德臣建築 | 富士達DC-GD(DC)            | 日立                       |
| 文彥閣（M座）    | 忠孝街66號 | 非標準型 | 1980年   | 15   | 10       | 150                | 甘洺建築師事務所 | 德臣建築 | 富士達DC-GD(DC)            | 日立                       |

### 設施

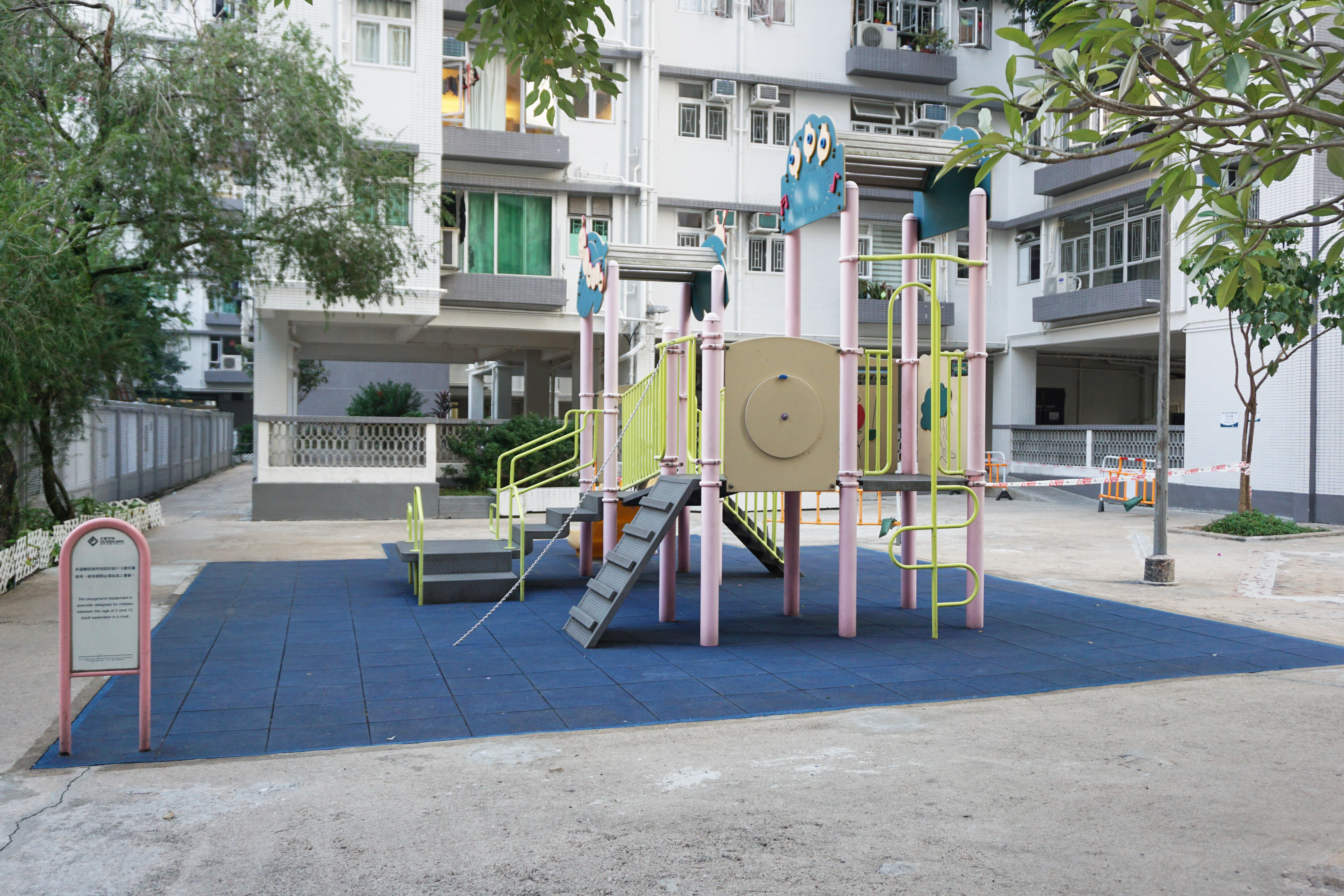
兒童遊樂場
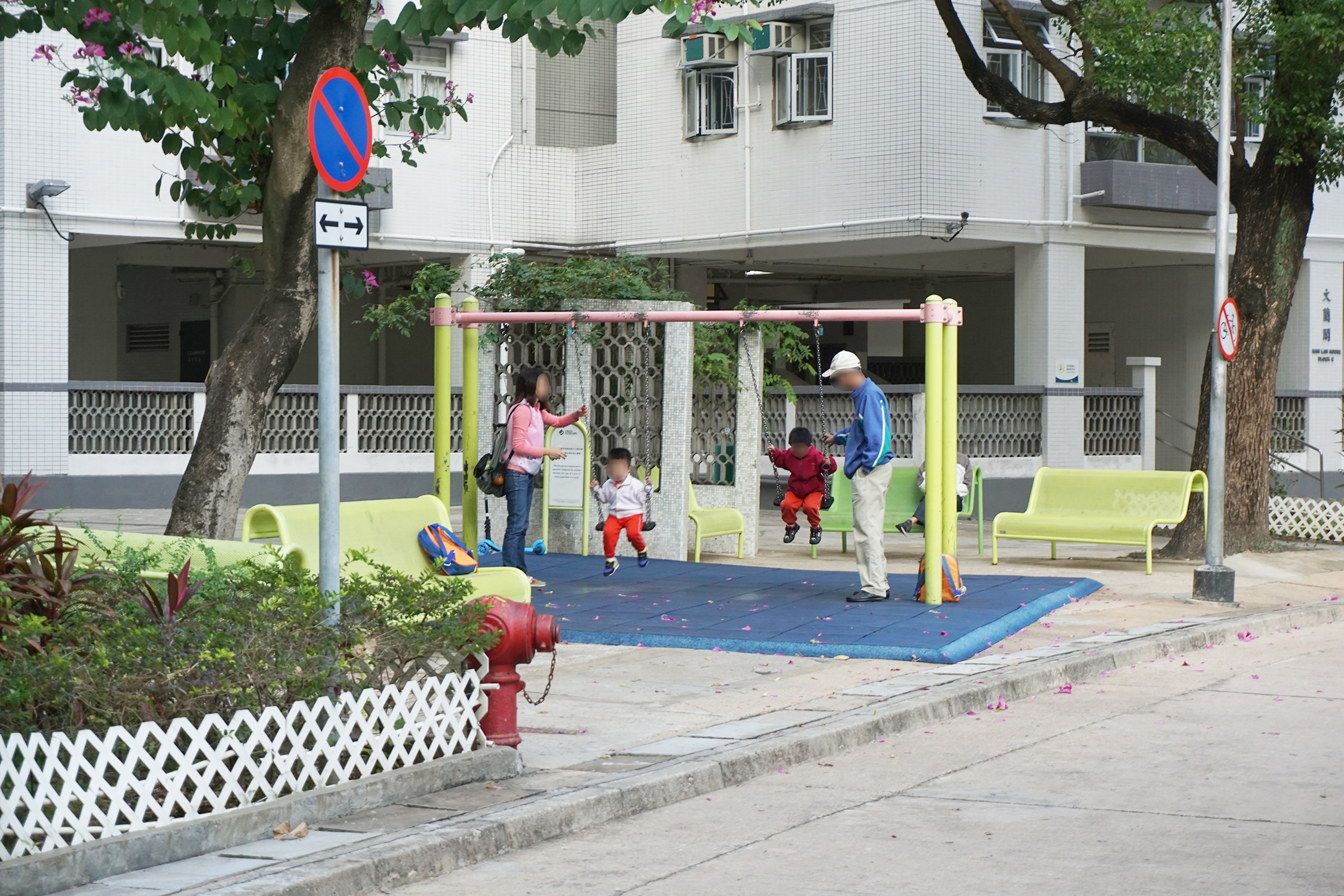
鞦韆
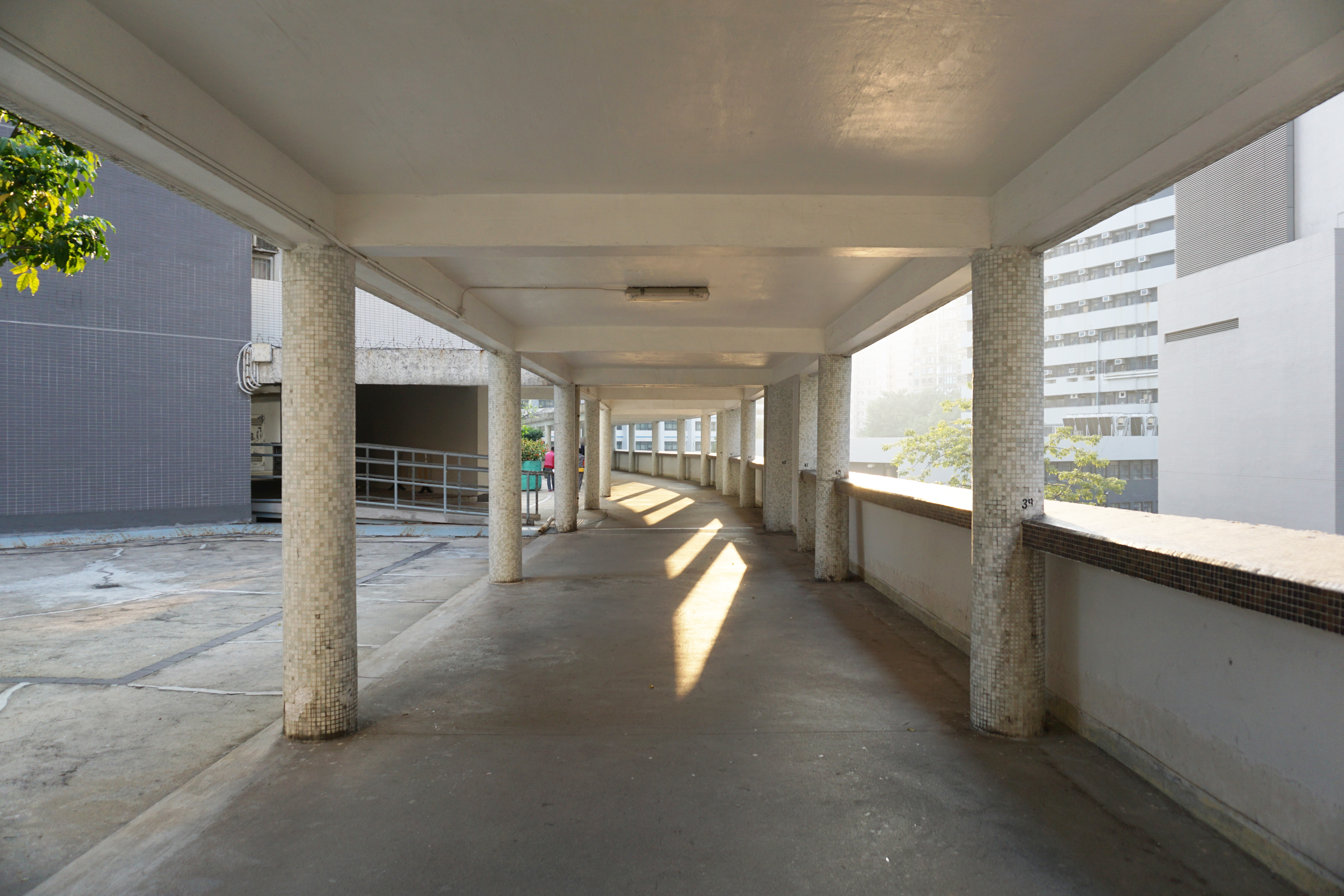
有蓋行人通道
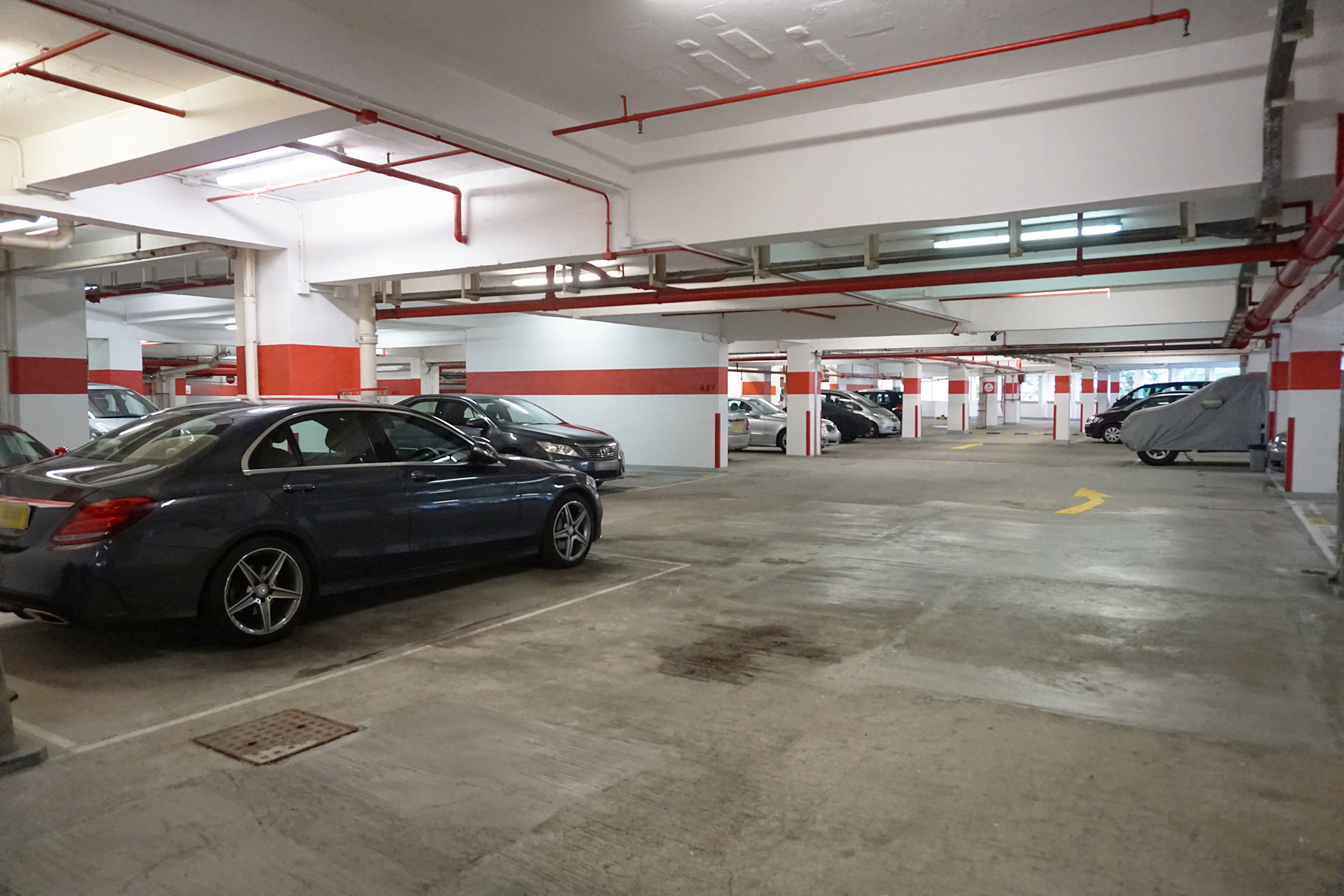
停車場

## 教育及福利設施

### 小學
- 天主教領島學校（1955年創辦）

### 中學
- 迦密中學

### 大學
- 香港都會大學（2021年更改為現名，前稱「香港公開大學」）

## 著名住客
- 藝人黎駿
- 良心粥店老闆李松慶

## 外部連結
- 房屋委員會俊民苑資料 （页面存档备份，存于）